# Dythemis rufinervis
Dythemis rufinervis – gatunek ważki z rodziny ważkowatych (Libellulidae). Występuje na terenie Ameryki Środkowej.